# Piperia elegans
Piperia elegans là một loài thực vật có hoa trong họ Lan. Loài này được (Lindl.) Rydb. miêu tả khoa học đầu tiên năm 1901.

## Hình ảnh

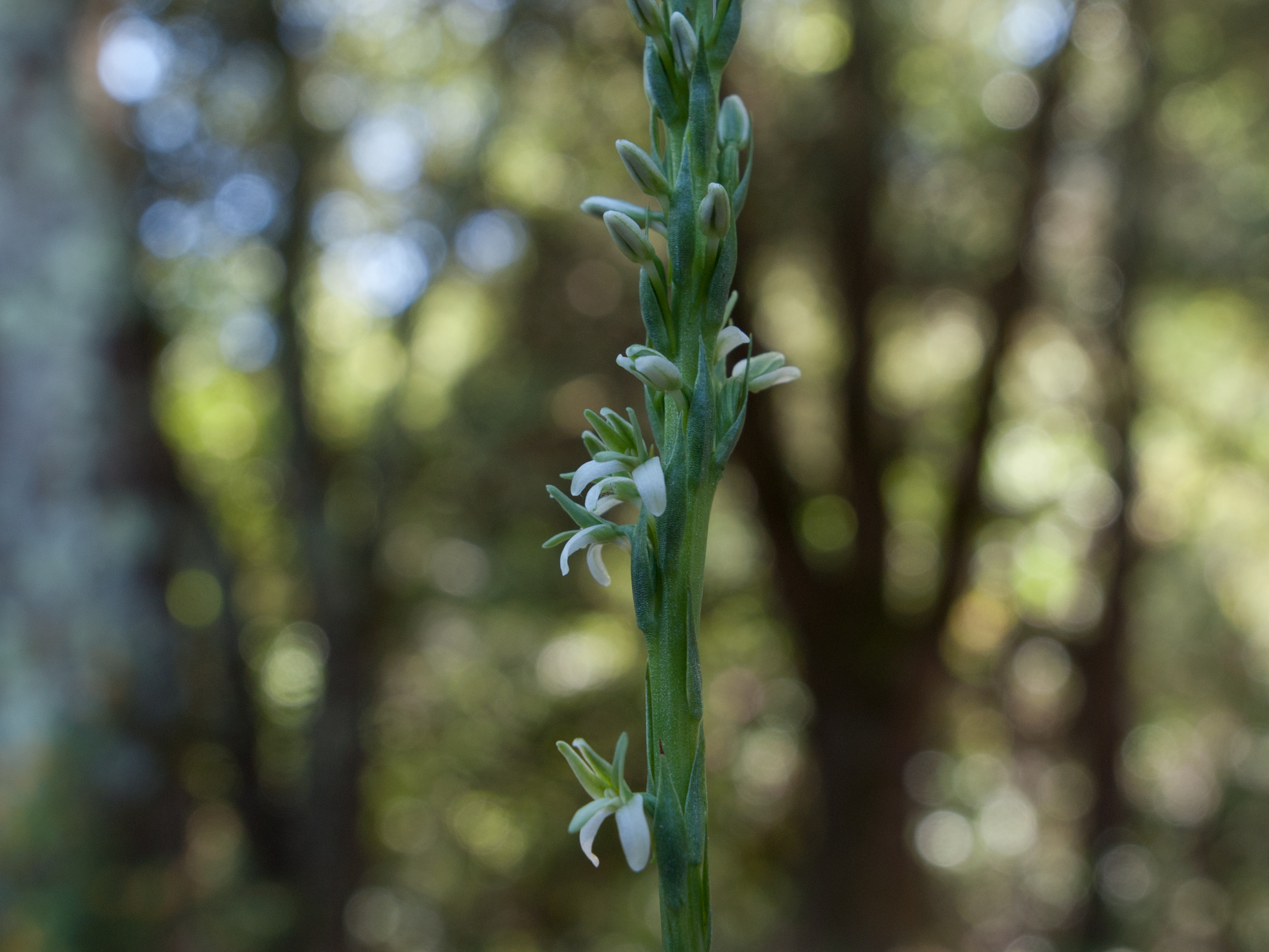
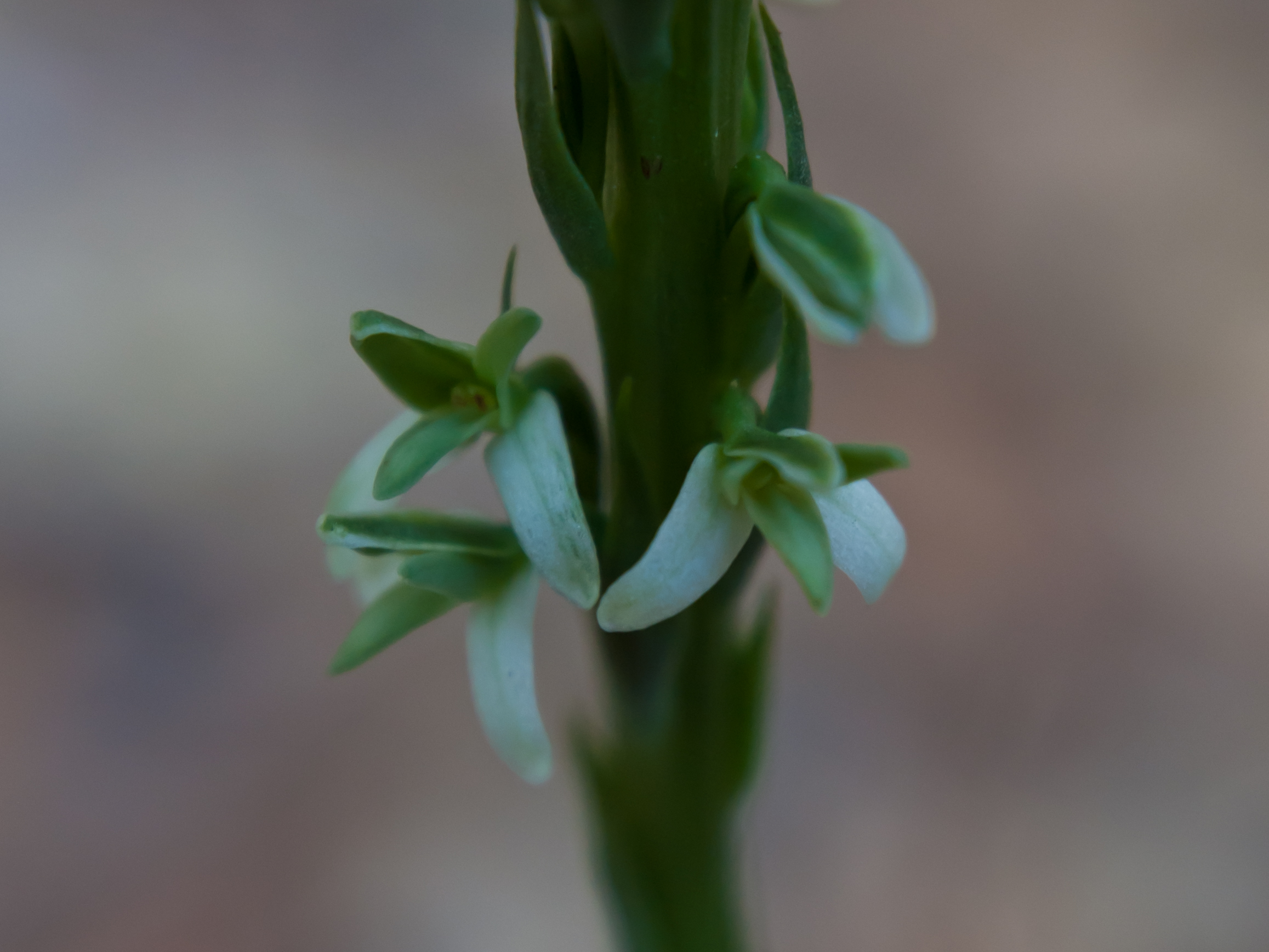
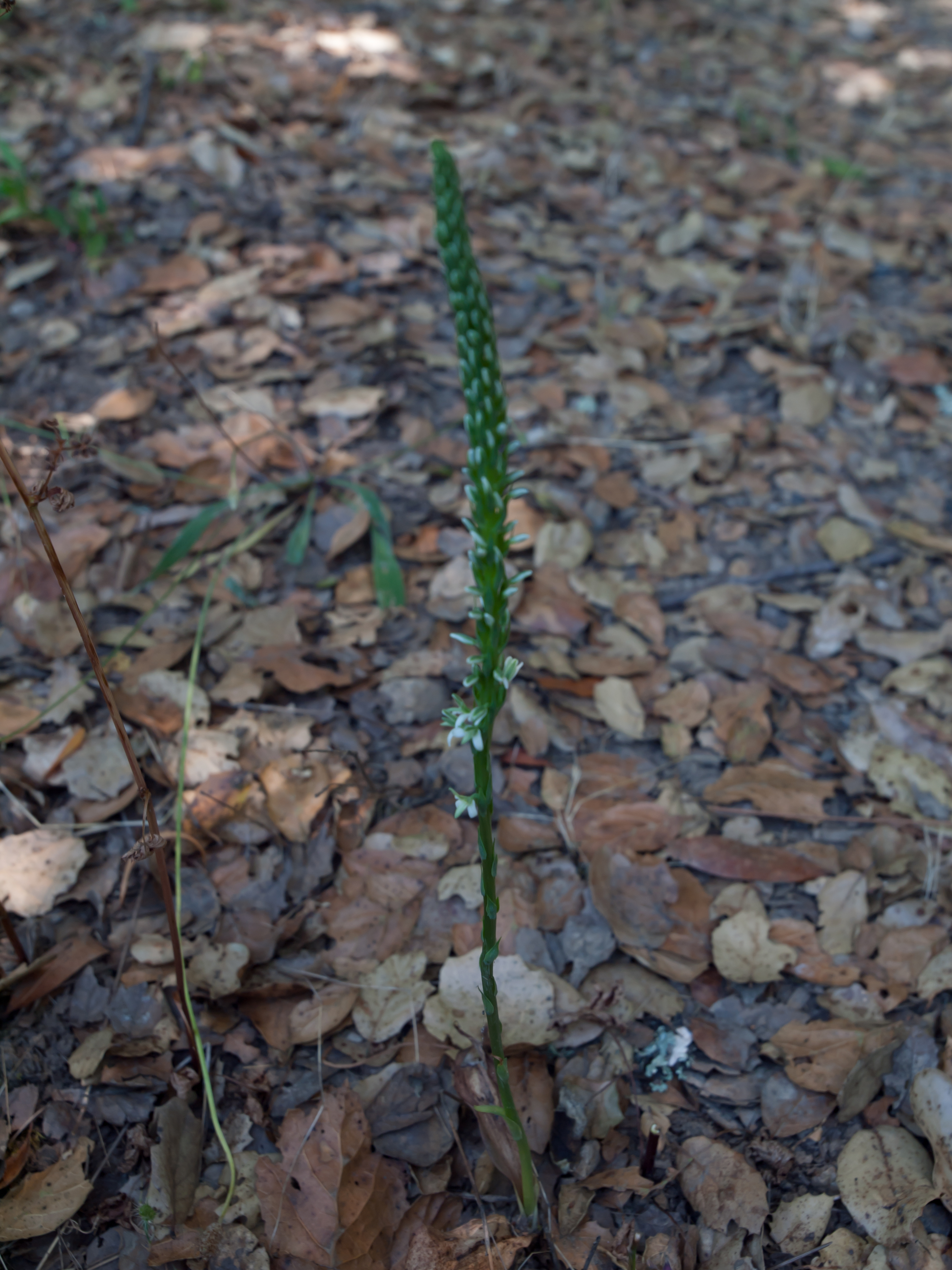
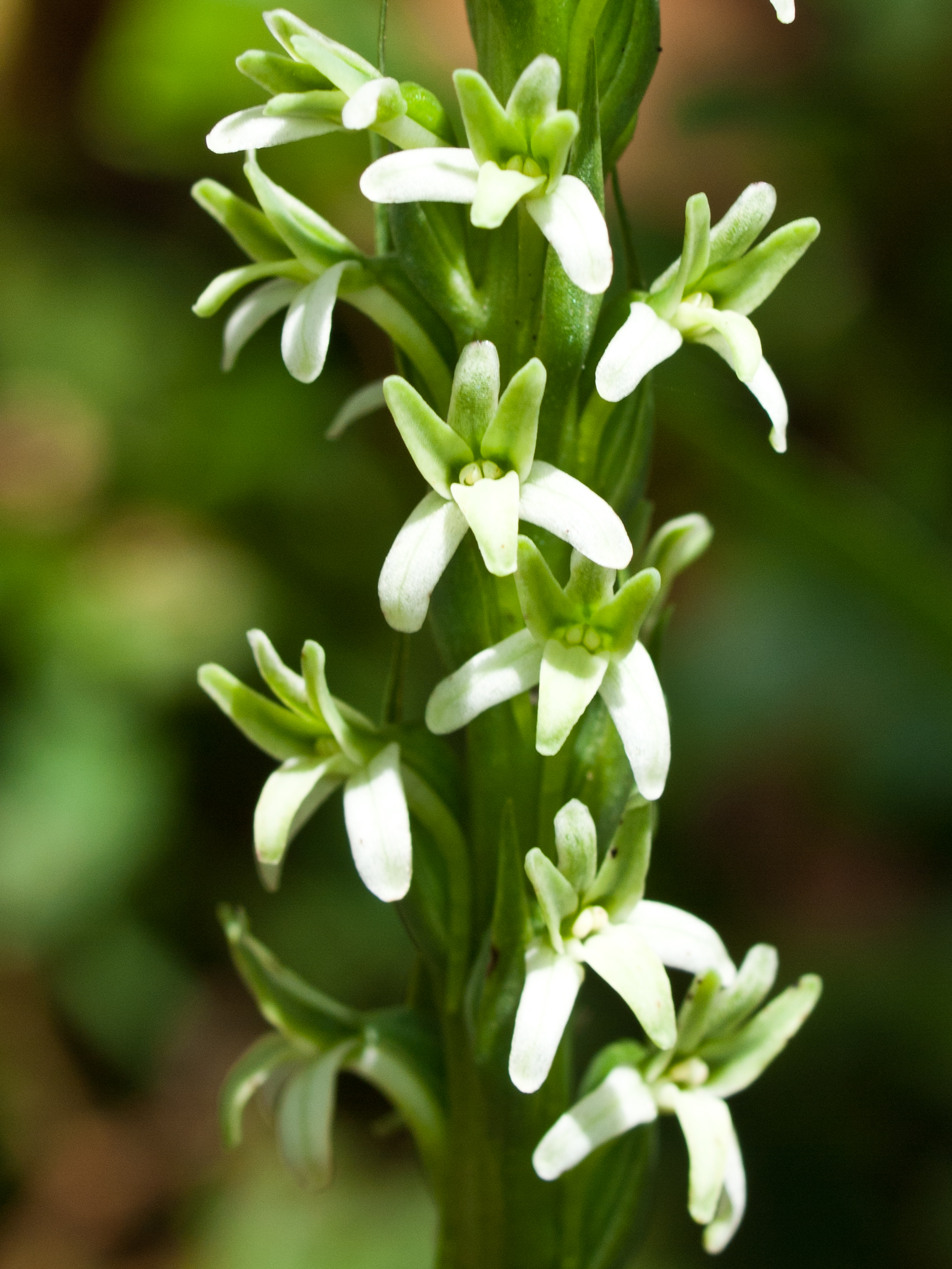